# Никола Бућа
Никола Бућа (умро 1354) је био протовестијар српског цара Душана (1331−1355).

## Биографија
Година рођења Николе Буће није позната. У изворима се јавља као: Nicholaus, Nicolaus, Nycola de Bucha, Bucchia, Buchia, Boukija, Bukik. Рођен је у Котору. Отац му је био которски племић Петар. У изворима се по први пут спомиње 1323. године. Између 1323. и 1349. године помиње се као закупник српских царина. Предводио је которске оклопнике који су са војском Стефана Дечанског учествовали у бици код Велбужда 1330. године против бугарског цара Михаила Шишмана. Такође је учествовао у преговорима са Дубровником који су завршени успешно (1333) Душановим уступањем Стона и Стонског рата. Повељу о продаји Стона издао је јануара 1333. године у Пологу. Милтен Драживојевић је прешао на страну српског краља након продаје Стона. Дубровчани су поред исплате дохотка (8000 перпера и 500 перпера годишње) морали прихватити одређене обавезе које се тичу заштите православаца на њиховој територији. До тада се Дубровник трудио да сузбије православље верском пропагандом и аграрном реформом којом је српском племству одузимано земљиште. Николу Бућу су Дубровчани наградили поседом у Дубровнику и Стону. Ускоро је Никола, заједно са братом Михаилом, примљен у редове дубровачких грађана (1336). 
Никола Бућа се истиче на двору Душана. Носио је титулу протовестијара, што је остао до краја живота. Године 1350. пратио је српског цара у Дубровник. Мавро Орбин је у свом "Краљевству Словена" оставио податке о Бућином деловању у Француској у име српског цара. Ове вести немају потврде у другим изворима те нису прихваћене у историјској науци. Орбин је оставио и погрешан податак о години Бућине смрти. Никола Бућа је био успешан трговац. Био је закупник бакра из Брскова (око 1333. године). Трговао је и сребром, сољу и другим робама. Пословао је са Дубровчанима и Млечанима. У исправи од 12. октобра 1344. године себе назива "comes camerarius excellentissimi regis Raxiae". Њоме је одредио да се на његовом земљишту (подручје Доброте) подигне црква Светог Николе и доминикански манастир који је порушен у првој половини 16. века како Турцима не би послужио као упориште. Држи се да се на Николу Бућу односи пословица: "Цар даје, а Бућа не даје". Хуманистички песник Дидак Пир упоредио га је са Александром Великим. 